# Warner Bros. Television Studios
Warner Bros. Television Studios (créditée Warner Bros. Television à l'écran) est une entreprise de production et de distribution de programmes télévisés du studio Warner Bros., filiale du groupe Warner Bros. Discovery. 
Elle produit et co-produit des programmes télévisés pour plusieurs networks ainsi que pour des chaines câblées et des services de streaming. Elle bénéficie également de plusieurs unités de productions et se charge de la distribution des programmes des différentes filiales télévisées de Warner Bros. Discovery.

## Présentation
En plus de sa branche principale, simplement intitulée Warner Bros. Television, Warner Bros. Television Studios dispose de plusieurs unités de production dont Telepictures, spécialisée dans les programmes diffusés en syndication, et Blue Ribbon Content pour la production de programmes digitaux et plus récemment, de films vidéos. Elle dispose aussi depuis 2012 d'une unité intitulée Alloy Entertainment, spécialisée dans le packaging éditorial mais qui produit également des séries et des films.
En 2006, elle fonde Warner Horizon Television, une unité spécialisée dans les programmes à destination du câble et service de streaming. En 2020, l'unité est séparée en deux entités différentes. La première, Warner Horizon Scripted Television, est directement intégrée à Warner Bros. Television qui reprend la production des séries en cours de l'unité. La seconde, Warner Horizon Unscripted Television, devient le nouveau nom de l'unité et est chargé de la production d'émissions, de télé-réalités, documentaires et des formats alternatifs.
Une unité internationale intitulée Warner Bros. International Television existe également pour la production et distribution de programmes télévisés en dehors des États-Unis, tandis qu'une autre unité locale, Warner Bros. Domestic Television Distribution est chargé de la distribution et des droits des productions de l'entreprise dans le pays
Avant son rachat par un autre groupe, Warner Bros. Television était la principale entreprise de production de The CW, chaîne qui appartenait à moitié au groupe WarnerMedia Elle co-produisait plusieurs séries à destination de cette chaîne avec CBS Studios, filiale de CBS Corporation, qui était le second détenteur de la chaîne. 
Elle est la principale entreprise de production à co-produire les séries adaptées des publications de la maison d'édition DC Comics, également membre du groupe WarnerMedia.
Sous le nom Warner Bros. Television Distribution, la société distribue également les productions télévisées des filiales de WarnerMedia comme Warner Bros. Animation, Adult Swim ou encore Cartoon Network. Elle était également le distributeur des productions de la société New Line Television, l'ancienne filiale télévisée du studio New Line Cinema appartenant à WarnerMedia depuis 1996.

## Liste des séries produites par Warner Bros. Television
Note : Les séries indiquées en gras sont en cours de diffusion.

### Années 1950 à 1980
- Warner Bros. Presents (1955–1956)
- Cheyenne (1955–1963)
- Conflict (1956–1957)
- Sugarfoot (1957–1960)
- Colt .45 (en) (1957–1960)
- Maverick (1957–1962)
- Lawman (1958–1962)
- 77 Sunset Strip (1958–1964)
- The Alaskans (1959–1960)
- Bourbon Street Beat (1959–1960)
- Intrigues à Hawaï (Hawaiian Eye) (1959–1963)
- Bugs Bunny Show (The Bugs Bunny Show) (1960–2000)
- The Roaring 20's (1960–1962)
- Surfside 6 (1960–1962)
- Room for One More (1962)
- The Gallant Men (1962–1963)
- Wendy and Me (1964–1965)
- No Time For Sergeants (en) (1964–1965)
- F Troop (1965–1967)
- Mister Roberts (1965–1966)
- Sur la piste du crime (The F.B.I.) (1965–1974)
- Hank (1965–1966)
- Nichols (1971–1972)
- The Chicago Teddy Bears (1971)
- The Jimmy Stewart Show (1971–1972)
- Search (1972–1973)
- Banyon (1972–1973)
- The Brian Keith Show (1972–1973)
- Les Rues de San Francisco (The Streets of San Francisco) (1972–1977)
- The Delphi Bureau (en) (1972–1973)
- Kung Fu (1972–1975)
- The Cowboys (1974)
- Harry O (1974–1976)
- Kodiak (1974)
- Wonder Woman (1975-1979)
- Welcome Back, Kotter (1975-1979)
- Alice (1976–1985)
- Code R (1977)
- The Fitzpatricks (1977–1978)
- Dallas (1978–1991)
- Shérif, fais-moi peur ! (The Dukes of Hazzard) (1979-1985)
- Love, Sidney (1981–1983)
- The Dukes (1983)
- Les deux font la paire (Scarecrow and Mrs. King) (1983–1987)
- V (1984–1985)
- Tribunal de nuit (Night Court) (1984-1992)
- Spenser (Spenser: For Hire) (1985–1988)
- Quoi de neuf, docteur? (Growing Pains) (1985-1992)
- Larry et Balki (Perfect Strangers) (1986-1993)
- Sois prof et tais-toi ! (Head of the class) (1986–1991)
- Sam Suffit (My Sister Sam) (1986-1988)
- La Fête à la maison (Full House) (1987-1995)
- Police Academy (1988-1989)
- Un toit pour dix (Just The Ten of Us) (1988-1990)
- Murphy Brown (1988-1998 / 2018)
- Beetlejuice (1989-1991)
- Corky, un adolescent pas comme les autres (Life Goes On) (1989-1993)
- La Vie de famille (Family Matters) (1989-1998)

### Années 1990
- Flash (The Flash) (1990-1991)
- Le Prince de Bel-Air (Fresh Prince of Bel-Air) (1990-1996)
- Les Sœurs Reed (Sisters) (1991-1996)
- Notre Belle Famille (Step By Step) (1991-1998)
- Cooper et nous (Hangin' With Mr. Cooper) (1992-1997)
- Kung Fu, la légende continue (Kung Fu: The Legend Continues) (1993-1997)
- Lois et Clark : Les Nouvelles Aventures de Superman (Lois and Clark : The New Adventures of Superman) (1993-1997)
- Living Single (1993-1998)
- The George Carlin Show (1994-1995)
- Sauvez Willy (Free Willy) (1994)
- Babylon 5 (1994-1998)
- Urgences (ER) (1994-2009)
- Friends (1994-2004)
- Muscle (1995)
- Bless This House (1995-1996)
- Kirk (1995-1997)
- Les Frères Wayans (The Wayans Bros.) (1995-1999)
- The Parent 'Hood (1995-1999)
- Ace Ventura (Ace Ventura: Pet Detective) (1995-2000)
- Le Drew Carey Show (The Drew Carey Show) (1995-2004)
- Mad TV (1995-2000)
- Lush Life (1996)
- Life with Roger (1996-1997)
- Nick Freno: Licensed Teacher (1996-1998)
- The Jamie Foxx Show (1996-2001)
- Tout le monde aime Raymond (Everybody Loves Raymond) (1996-2005)
- Nikita (La Femme Nikita) (1997-2001)
- Les Dessous de Veronica (Veronica's Closet) (1997-2000)
- Zorro (The New Adventures of Zorro) (1997-1998)
- The Brian Benben Show (1998)
- Kelly Kelly (1998)
- Hyperion Bay (1998-1999)
- Les jumelles s'en mêlent (Two of a Kind) (1998-1999)
- Jesse (1998-2000)
- Pour le meilleur... ? (For Your Love) (1998-2002)
- Will et Grace (Will & Grace) (1999-2006)
- The Norm Show (1999-2001)
- Jack & Jill (1999-2001)
- À la Maison-Blanche (The West Wing) (1999-2006)
- New York 911 (Third Watch) (1999-2005)

### Années 2000
- Hype (2000-2001)
- Nikki (2000-2002)
- Gilmore Girls (2000-2007)
- Queer as Folk (2000-2005)
- Totalement jumelles (So Little Time) (2001-2002)
- Citizen Baines (2001)
- Les Oblong (The Oblongs) (2001-2002)
- Witchblade (2001-2002)
- Aux portes du cauchemar (The Nightmare Room) (2001-2002)
- Sexe et Dépendances (Off Centre) (2001-2002)
- Smallville (2001-2011)
- C'est pas ma faute ! (Maybe It's Me) (2001-2002)
- Une famille du tonnerre (George Lopez) (2002-2007)
- Ce que j'aime chez toi (What I Like About You) (2002-2006)
- The Court (2002)
- Hôpital San Francisco (Presidio Med) (2002-2003)
- Fastlane (2002-2003)
- FBI : Portés Disparus (Without A Trace) (2002-2009)
- Les Anges de la nuit (Birds of Prey) (2002-2003)
- Everwood (2002-2006)
- Wanda at Large (2003)
- Skin (2003)
- Run of the House (2003-2004)
- La Famille en folie (Like Family) (2003-2004)
- All About the Andersons (2003-2004)
- Eve (2003-2006)
- Nip/Tuck (2003-2010)
- Newport Beach (The O.C.) (2003-2007)
- All Of Us (2003-2007)
- Cold Case : Affaires classées (Cold Case) (2003-2010)
- Les Frères Scott (One Tree Hill) (2003-2012)
- Mon oncle Charlie (Two And A Half Men) (2003-2015)
- Center of the Universe (2004-2005)
- The Help (2004)
- Jack et Bobby (Jack & Bobby) (2004-2005)
- La Famille Carver (The Mountain) (2004-2005)
- Joey (2004-2006)
- Veronica Mars (2004-2007 / 2019)
- Eyes (2005)
- Twins (2005-2006)
- Just Legal (2005)
- DOS : Division des opérations spéciales (E-Ring) (2005-2006)
- Freddie (2005-2007)
- La Guerre à la maison (The War at Home) (2005-2007)
- Close to Home : Juste Cause (Close To Home) (2005-2007)
- The Closer : L.A. enquêtes prioritaires (The Closer) (2005-2012)
- Supernatural (2005-2020)
- Modern Men (2006)
- The Bedford Diaries (2006)
- Justice (2006)
- The Evidence : Les Preuves du crime (The Evidence) (2006)
- Dossier Smith (Smith) (2006)
- La Classe (The Class) (2006-2007)
- Studio 60 on the Sunset Strip (2006-2007)
- The Nine : 52 heures en enfer (The Nine) (2006-2007)
- Old Christine (The New Adventures of Old Christine) (2006-2010)
- Gossip Girl (2007-2012)
- The Big Bang Theory (2007-2019)
- Chuck (2007-2012)
- Moonlight (2007-2008)
- Tandoori & Hamburgers (Aliens in America) (2007-2008)
- La Famille Safari (Life Is Wild) (2007-2008)
- Pushing Daisies (2007-2009)
- Eleventh Hour (2008-2009)
- Terminator : Les Chroniques de Sarah Connor (Terminator: The Sarah Connor Chronicles) (2008-2009)
- Privileged (2008-2009)
- Fringe (2008-2013)
- Mentalist (The Mentalist) (2008-2015)
- Gossip Girl : Tout sur Dorota (Gossip Girl: Chasing Dorota) (2009)
- The Beautiful Life (2009)
- Les Mystères d'Eastwick (Eastwick) (2009)
- Hank (2009)
- Forgotten (The Forgotten) (2009-2010)
- V (2009-2011)
- Southland (SouthLAnd) (2009-2013)
- The Middle (2009-2018)
- Vampire Diaries (The Vampire Diaries) (2009-2017)

### Années 2010
- Human Target : La Cible (Human Target) (2010-2011)
- Life Unexpected (2010-2011)
- Past Life (2010)
- Miami Medical (2010)
- Romantically Challenged (2010)
- Childrens Hospital (2010-2016)
- Hellcats (2010-2011)
- Nikita (2010-2013)
- Chase (2010-2011)
- Mike and Molly (2010-2016)
- Better with You (2010-2011)
- Undercovers (2010)
- The Whole Truth (2010)
- $h*! My Dad Says (2010-2011)
- Shameless (2011-2021)
- La Loi selon Harry (Harry's Law) (2011-2012)
- Ringer (2011-2012)
- The Secret Circle (2011-2012)
- 2 Broke Girls (2011-2017)
- Person of Interest (2011-2016)
- Hart of Dixie (2011-2015)
- Suburgatory (2011-2014)
- I Hate My Teenage Daughter (2011-2012)
- Work It (2012)
- Are You There, Chelsea? (2012)
- Alcatraz (2012)
- Major Crimes (2012-2018)
- Revolution (2012-2014)
- Partners (2012)
- 666 Park Avenue (2012-2013)
- Arrow (2012-2020)
- Dr Emily Owens (Emily Owens, M.D) (2012-2013)
- The Carrie Diaries (2013-2014)
- Newsreaders (2013-2015)
- Following (The Following) (2013-2015)
- Cult (2013)
- Un flic d'exception (Golden Boy) (2013)
- Hostages (2013-2014)
- Mom (2013-2021)
- Super Fun Night (2013-2014)
- The Originals (2013-2018)
- The Tomorrow People (2013-2014)
- Reign : Le Destin d'une reine (Reign) (2013-2017)
- Almost Human (2013-2014)
- Believe (2014)
- Star-Crossed (2014)
- Les 100 (The 100) (2014-2020)
- Surviving Jack (2014)
- Undateable (2014-2016)
- The Leftovers (2014-2017)
- Les Mystères de Laura (The Mysteries of Laura) (2014-2016)
- Forever (2014-2015)
- Gotham (2014-2019)
- Selfie (2014)
- Stalker (2014-2015)
- A to Z (2014-2015)
- Flash (The Flash) (2014-2023)
- Jane the Virgin (2014-2019)
- Constantine (2014-2015)
- iZombie (2015-2019)
- The Messengers (2015)
- Significant Mother (2015)
- Blindspot (2015-2020)
- Crazy Ex-Girlfriend (2015-2019)
- Supergirl (2015-2021)
- Legends of Tomorrow (2016-2022)
- Lucifer (2016-2021)
- 22.11.63 (11.22.63) (2016)
- Rush Hour (2016)
- Containment (2016)
- L'Arme Fatale (Lethal Weapon) (2016-2019)
- Westworld (2016-2022)
- No Tomorrow (2016-2017)
- Frequency (2016-2017)
- Gilmore Girls : Une nouvelle année (Gilmore Girls: A Year in the Life) (2016)
- Riverdale (2017-2023)
- Powerless (2017)
- Training Day (2017)
- Time After Time (2017)
- Trial & Error (2017-2018)
- Disjointed (2017-2018)
- Young Sheldon (2017-2024)
- Me, Myself and I (2017)
- Valor (2017-2018)
- Black Lightning (2018-2021)
- Living Biblically (2018)
- Life Sentence (2018)
- Cameron Black : L'Illusionniste (Deception) (2018)
- Splitting Up Together (2018-2019)
- Castle Rock (2018-2019)
- Manifest (2018-2023)
- God Friended Me (2018-2020)
- All American (2018-)
- Titans (2018-2023)
- Legacies (2018-2022)
- Les Nouvelles Aventures de Sabrina (Chilling Adventures of Sabrina) (2018-2020)
- La Méthode Kominsky (The Kominsky Method) (2018-2021)
- Roswell, New Mexico (2019-2022)
- Doom Patrol (2019-2023)
- Whiskey Cavalier (2019)
- Shrill (2019-2021)
- In the Dark (2019-2022)
- Special (2019-2021)
- The Red Line (2019)
- It's Bruno! (2019)
- What/If (2019)
- Swamp Thing (2019)
- All Rise (2019-2023)
- Bob Hearts Abishola (2019-2024)
- Prodigal Son (2019-2021)
- Batwoman (2019-2022)
- Watchmen (2019)
- Dolly Parton's Heartstrings (2019)

### Années 2020
- AJ and the Queen (2020)
- Katy Keene (2020)
- Self Made (2020)
- Stargirl (2020-2022)
- Her Voice (Little Voice) (2020)
- The Fugitive (2020)
- Ted Lasso (2020-)
- Lovecraft Country (2020)
- L'Étoffe des héros (The Right Stuff) (2020)
- Pennyworth (2020-2022, saisons 2 et 3)
- B Positive (2020-2022)
- The Flight Attendant (2020-2022)
- Call Me Kat (2021-2023)
- Queen Sugar (2021-2022, saisons 5 à 7)
- Superman & Lois (2021-2024)
- United States of Al (2021-2022)
- Kung Fu (2021-2023)
- Histoire de Lisey (Lisey's Story) (2021)
- Sweet Tooth (2021-2024)
- The Republic of Sarah (2021-)
- David Makes Man (2021, saison 2)
- Gossip Girl (2021-2023)
- Animal Kingdom (2021-2022, saisons 5 et 6)
- Maid (2021)
- You (2021-2025, saisons 3 à 5)
- Head of the Class (2021)
- The Sex Lives of College Girls (2021-2025)
- Abbott Elementary (2021-)
- Claws (2021-2022, saison 4)
- The Cleaning Lady (2022-)
- Pivoting (2022)
- Naomi (2022)
- The Kings of Napa (2022)
- Peacemaker (2022-)
- All American: Homecoming (2022-2024)
- Shining Vale (2022-2023)
- DMZ (2022)
- The Time Traveler's Wife (2022)
- Pretty Little Liars (2022-2024)
- Respirer (Keep Breathing) (2022)
- The Sandman (2022-2025)
- East New York (2022-2023)
- Cherish the Day (2022, saison 2)
- The Winchesters (2022-2023)
- Périphériques, les mondes de Flynne (The Peripheral) (2022)
- Night Court (2023-2025)
- Shrinking (2023-)
- Gotham Knights (2023)
- Mrs. Davis (2023)
- Found (2023-2025)
- Bookie (2023-2025)
- The Girls on the Bus (2024)
- Dead Boy Detectives (2024)
- The Big Cigar (2024)
- Présumé Innocent (Presumed Innocent) (2024-)
- The Emperor of Ocean Park (2024-)
- Bad Monkey (2024-)
- The Penguin (2024)
- Rescue: HI-Surf (2024-2025)
- Brilliant Minds (2024-)
- Georgie & Mandy's First Marriage (2024-)
- The Pitt (2025-)
- La Meneuse (Running Point) (2025-)
- Duster (2025)

### Prochainement
- 2025 : Une nature sauvage (Untamed)
- 2025 : Leanne
- 2025 : Ça : Bienvenue à Derry (It: Welcome to Derry)
- 2026 : série Harry Potter sans titre
- 2026 : Lanterns

## Liste des séries produites via Warner Horizon Television (2007-2020)

Logo de la mini-entreprise.

### Années 2000
- Heartland (2007)
- Side Order of Life (2007)
- State of Mind (2007)
- Trust Me (2009)
- Rockville, CA (2009)
- Dark Blue : Unité infiltrée (Dark Blue) (2009-2010)

### Années 2010
- Pretty Little Liars (2010-2017)
- Rubicon (2010)
- Les Aventuriers de Smithson High (Unnatural History) (2010)
- Memphis Beat (2010-2011)
- Rizzoli and Isles (Rizzoli & Isles) (2010-2016)
- Glory Daze (2010-2011)
- The Lying Game (2011-2013)
- Longmire (2012-2017)
- Dallas (2012-2014)
- Political Animals (2012)
- Sullivan and Son (2012-2014)
- Pretty Dirty Secrets (2012)
- Ravenswood (2013-2014)
- Ground Floor (2013-2015)
- Clipped (2015)
- La Fête à la maison : 20 ans après (Fuller House) (2016-2020)
- Queen Sugar (2016-2019, saisons 1 à 4)
- Animal Kingdom (2016-2019, saisons 1 à 4)
- People of Earth (2016-2017)
- Famous in Love (2017-2018)
- Claws (2017-2019, saisons 1 à 3)
- Krypton (2018-2019)
- American Woman (2018)
- Love Is (2018)
- You (2018-2019, saisons 1 et 2)
- Pretty Little Liars: The Perfectionists (2019)
- Pennyworth (2019, saison 1)
- David Makes Man (2019, saison 1)

### Années 2020
- Medical Police (2020)
- Cherish the Day (2020, saison 1)
- Equal (2020)
- Helter Skelter: An American Myth (2020)[4]
- Duster (2025)